# Gabrielle Doulcet
Gabrielle Doulcet (Courbevoie, 20 de fevereiro de 1890 - Boulogne-Billancourt, 23 de fevereiro de 1976) foi uma atriz francesa.

## Biografia
Doulcet nasceu em Courbevoie, localizada no departamento de Altos do Sena, no ano de 1890. Iniciou sua carreira como atriz no filme Ploum ploum tra la la dirigido por Robert Hennion, no ano de 1946.
De carreira extensa no cinema, fez papéis de menor destaques nos mais de cento e cinquenta filmes que atuou entre os anos de 1930 e 1975, muitas vezes não chegando a ser creditada por seus personagens. Além de sua atuação no cinema, também esteve envolvida no teatro francês, onde realizou peças durante mais de duas décadas de atividade.
Apenas do ano de 1946, Doulcet começa a ser creditada como atriz, já com uma carreira de mais de dezesseis anos. Seus papéis raramente ultrapassam um minuto, mas o público mantém seu perfil muito comovente de avó do cinema francês, principalmente após a década de 1960.

## Vida pessoal
No ano de 1913, casou-se com o ator Fernand Charpin em Genebra, na Suíça. O casal não teve filhos. Após o casamento com Charpin, no ano de 1935, Doulcet casou-se pela segunda vez, desta vez com o ator e produtor Georges Bernier.
Doulcet morou em Paris e viveu na Rua Laugier, rua próxima da Praça Charles de Gaulle, após a morte de Bernier, mantendo a propriedade do casal em Venelles.

### Morte
Doulcet morreu em Boulogne-Billancourt,  localizada no departamento de Altos do Sena, no ano de 1976, três dias após completar oitenta e seis anos.

## Filmografia

### Cinema
| Ano  | Filme                                          | Personagem                                    | Notas          |
| ---- | ---------------------------------------------- | --------------------------------------------- | -------------- |
| 1946 | Ploum ploum tra la la                          | Madame Dubois                                 |                |
| 1955 | Une fille épatante                             |                                               | Não creditada  |
| 1957 | Quelle sacrée soirée                           |                                               | Não creditada  |
| 1957 | Trois Marins en bordée                         |                                               | Não creditada  |
| 1958 | Premier mai                                    |                                               | Não creditada  |
| 1958 | Clara et les Méchants                          | Professora                                    |                |
| 1959 | Soupe au lait                                  |                                               | Não creditada  |
| 1960 | Les Yeux sans visage                           | Uma admiradora do Doutor Génessier            | Não creditada  |
| 1961 | Les godelureaux                                |                                               | Não creditada  |
| 1963 | Blague dans le coin                            |                                               | Não creditada  |
| 1964 | Du grabuge chez les veuves                     | Mulher no funeral                             |                |
| 1965 | Yoyo                                           | A senhora com o colar                         |                |
| 1965 | La Bonne Occase                                |                                               | Não creditada  |
| 1965 | Les Copains                                    |                                               |                |
| 1965 | Les Deux Orphelines                            | Marion                                        |                |
| 1969 | Les Choses de la vie                           | Guitte                                        |                |
| 1969 | Le Pistonné                                    | A zeladora                                    |                |
| 1969 | La Fête des mères                              | Avó                                           | Curta-metragem |
| 1970 | La logeuse                                     | A senhora                                     |                |
| 1970 | Le Cinéma de papa                              | A zeladora                                    |                |
| 1970 | Les grands sentiments font les bons gueuletons | Tante Yvette                                  |                |
| 1972 | Pas folle la guêpe                             | Uma amiga da Sra. Morelli, jogadora de cartas |                |
| 1973 | L'Affaire Dominici                             | Velha                                         |                |
| 1973 | L'Oiseau rare                                  | Fernande                                      |                |
| 1975 | L'important c'est d'aimer                      | Sra. Mazelli                                  |                |
| 1975 | Salut les frangines                            | Vovó                                          |                |
| 1976 | Les Œufs brouillés                             | Avó                                           |                |
| 1976 | Police Python 357                              | Idosa                                         |                |

### Televisão
| Ano         | Produção                               | Personagem                               | Notas                                                       |
| ----------- | -------------------------------------- | ---------------------------------------- | ----------------------------------------------------------- |
| 1962        | Rêves d'amour                          | Duquesa                                  | Filme para TV                                               |
| 1964        | L'Abonné de la ligne U                 |                                          | Episódio: "La journée de la rançon de 10h à 11h30 du matin" |
| 1965        | L'héritage                             | Tante Charlotte                          | Filme para TV                                               |
| 1966        | Il faut que je tue Monsieur Rumann     |                                          | Filme para TV                                               |
| 1966 - 1974 | Au théâtre ce soir                     | Vários personagens                       | 5 episódios                                                 |
| 1967 - 1970 | Allô police                            | Vários personagens                       | 2 episódios                                                 |
| 1967        | L'espagnol                             | Marguerite                               | Filme para TV                                               |
| 1967        | Par mesure de silence                  | Sra. Lavialle                            | Filme para TV                                               |
| 1967        | L'affaire Lourdes                      |                                          | Filme para TV                                               |
| 1968        | Les saintes chéries                    | Senhora surda                            | Episódio: "Eve et la villa"                                 |
| 1968        | Les dossiers de l'agence O             | Telefonista                              | Episódio: "Les trois bateaux de la calanque"                |
| 1969        | En votre âme et conscience             |                                          | Episódio: "L'affaire Deschamps ou La reconstitution"        |
| 1969        | Le boeuf clandestin                    | Avó Dulatre                              | Filme para TV                                               |
| 1970        | Rendez-vous à Badenberg                | Tia Ágata                                | 7 episódios                                                 |
| 1970        | Isabelle                               | Sra. Floche                              | Filme para TV                                               |
| 1970        | La pomme de son oeil                   | Tante Mimi                               | Filme para TV                                               |
| 1971        | La Brigade des maléfices               | Velha senhora                            | Episódio: "Le fantôme des H.L.M."                           |
| 1972        | François Gaillard ou la vie des autres |                                          | Episódio: "Madeleine"                                       |
| 1973        | Les fleurs succombent en Arcadie       |                                          |                                                             |
| 1973        | Molière pour rire et pour pleurer      |                                          | Minissérie                                                  |
| 1973        | Les Nouvelles Aventures de Vidocq      |                                          | Episódio: "Les Assassins de l'Empereur"                     |
| 1974        | Un curé de choc                        |                                          | 26 episódios                                                |
| 1975        | Les renards                            | Velha Rabot                              | Filme para TV                                               |
| 1976        | Bonjour Paris                          | Senhorita Cavaleiro                      | Episódio: "Episódio 1.29"                                   |
| 1976        | La Vérité tient à un fil               | A substituição da portaria da Brasselier | Episódio: "9"                                               |
| 1977        | Recherche dans l'intérêt des familles  | Mme Astau                                | Episódio: "Le coupable"                                     |
| 1977        | La lune papa                           |                                          | 4 episódios                                                 |

## Teatro
| Ano  | Peça                                     | Personagem         | Autor(es)                             | Diretor(es)          | Teatro(s) de exibição                                    | Ref.   |
| ---- | ---------------------------------------- | ------------------ | ------------------------------------- | -------------------- | -------------------------------------------------------- | ------ |
| 1949 | Le Contrôleur des wagons-lits            | Senhora Montpepin  | Alexandre Bisson                      |                      | Théâtre de la Porte Saint-Martin                         | [ 15 ] |
| 1952 | Back Street                              | Hattie Dixon       | Michel Dulud                          | Christian Gérard     | Teatro Fontaine, Teatro Celestins                        | [ 16 ] |
| 1952 | La Cuisine des anges                     | Madame Parole      | Albert Husson                         | Christian Gérard     | Théâtre du Vieux-Colombier                               | [ 17 ] |
| 1953 | Les Invités du bon Dieu                  | Vovó               | Armand Salacrou                       | Yves Robert          | Théâtre Saint-Georges                                    | [ 18 ] |
| 1955 | La Cuisine des anges                     | Madame Parole      | Albert Husson                         | Christian Gérard     | Théâtre Édouard VII                                      | [ 17 ] |
| 1958 | La Cuisine des anges                     | Madame Parole      | Albert Husson                         | Christian Gérard     | Théâtre des Bouffes-Parisiens                            | [ 17 ] |
| 1961 | Moi et le Colonel                        | A idosa            | Franz Werfel                          | Jean-Jacques Bernard | Théâtre des Bouffes-Parisiens                            | [ 19 ] |
| 1962 | Les hommes préfèrent les blondes         | Fraulein Schwartz  | Anita Loos                            | Christian-Gérard     | Théâtre Verlaine                                         | [ 20 ] |
| 1962 | Scènes                                   |                    | Guy Dumur                             | Jean-Pierre Kalfon   | Théâtre de Lutèce                                        | [ 21 ] |
| 1963 | Six Hommes en question                   | Madame Marinelli   | Frédéric Dard e Robert Hossein        | Robert Hossein       | Théâtre Antoine                                          | [ 22 ] |
| 1964 | Yerma                                    | Lavadeira          | Federico García Lorca                 | Bernard Jenny        | Théâtre Hébertot                                         | [ 23 ] |
| 1964 | Âmes solitaires                          | Senhora Vockerat   | Gerhart Hauptmann                     |                      | Théâtre du Tertre                                        | [ 24 ] |
| 1965 | Le Plus Grand des Hasards                | Madame Guilleminet | Max Régnier e André Gillois           | Georges Douking      | Théâtre de la Porte Saint-Martin                         | [ 25 ] |
| 1966 | Le sergent Dower doit mourir             |                    | Terence Feely                         | Jacques d'Aubrac     | Théâtre des Buttes-Chaumont                              | [ 26 ] |
| 1967 | Francis de Croisset                      |                    | Francis de Croisset e Maurice Leblanc | Jacques d'Aubrac     | Théâtre des Buttes-Chaumont                              |        |
| 1968 | Les Yaquils                              |                    | Max Frisch                            | Jacques d'Aubrac     | Théâtre des Buttes-Chaumont                              | [ 27 ] |
| 1968 | Biedermann et les incendiaires           |                    | Max Frisch                            | Bernard Jenny        | Théâtre du Vieux-Colombier                               | [ 28 ] |
| 1971 | Turandot ou le congrès des blanchisseurs |                    | Bertolt Brecht                        | Georges Wilson       | Théâtre national populaire, Théâtre national de Chaillot | [ 29 ] |
| 1974 | Les portes claquent                      |                    | Michel Roux                           | Michel Fernand       | Théâtre Daunou, Théâtre Charles de Rochefort             | [ 30 ] |